# Instex
INSTEX (acronyme anglais pour Instrument in Support of Trade Exchanges) est une société créée en janvier 2019 par la France, l'Allemagne et le Royaume-Uni (dénommés conjointement sous le terme de groupe E3). Elle est destinée à favoriser les échanges commerciaux avec l'Iran, sans utiliser le dollar américain. Elle est basée à Paris et dirigée par le diplomate allemand Michael Bock. Précédemment, elle fut dirigée par Per Fischer, ancien directeur des Institutions financières de la Commerzbank entre 2003 et 2014.
L'annonce réalisée conjointement par les chancelleries française, allemande et britannique limite dans un premier temps le périmètre des échanges aux denrées de première nécessité : biens alimentaires et médicaments.

## Contexte
La création de cette chambre de compensation ou fonds commun de créances intervient dans un contexte de durcissement des relations des États-Unis et de ses alliés envers l'Iran.
En mai 2018, l'administration de Donald Trump avait en effet décidé de se retirer de l'accord de Vienne sur le nucléaire iranien, accusant Téhéran de continuer à développer des armes nucléaires. Le rapport publié par l'AIEA en mai 2018, comme l'ensemble des rapports publiés par l'organisation internationale en 2018, indiquait cependant que l'État iranien avait bien respecté l'ensemble des clauses du traités. L'Union européenne, par la voie de sa cheffe de la diplomatie Federica Mogherini, lors d'une déclaration conjointe avec Mohammad Javad Zarif, le ministre iranien des affaires étrangères, annonce en septembre 2018 son intention de mettre en place un mécanisme légal pour faciliter les transactions financières avec l'Iran.
En janvier 2019, la France, l'Allemagne et le Royaume-Uni procèdent à la création de la société INSTEX, destinée à fournir le support juridique à ce mécanisme.

## Mise en œuvre
Instex a été créée sous forme de société par actions simplifiée, c'est-à-dire un mixte entre une société de capitaux et une société de personnes. L'avantage de ce type de société réside dans sa souplesse puisque les règles de fonctionnement sont définies par les statuts de la société.
À sa création, seuls trois États sont actionnaires : la France, l'Allemagne et le Royaume-Uni, pour un capital de 3 000 euros. Toutefois, la société est ouverte aux autres pays qui pourront donc la rejoindre en tant qu'actionnaires. L'Iran, de son côté, doit également créer sa propre structure afin de rendre l'outil Instex opérationnel. En effet, la société iranienne et la société européenne seront débitrice-créancière l'une de l'autre.
Le 29 novembre 2019, six pays européens annoncent par un communiqué de presse avoir lancé le processus pour devenir à leur tour actionnaires de la société, afin de d'être en mesure de réaliser des échanges commerciaux avec l'Iran : la Belgique, le Danemark, la Finlande, les Pays-Bas, la Norvège et la Suède.
Le 31 mars 2020, le ministère allemand des Affaires étrangères annonce qu'Instex a réalisé avec succès sa première transaction et permis ainsi l'exportation de matériel médical d'Europe vers l'Iran.

### Fermeture
Fin janvier 2023, les actionnaires d'INSTEX prennent la décision de liquider l'entreprise, après la réalisation d'une unique transaction.

## Réactions internationales
Le 14 février 2019, lors du sommet de Sotchi consacré aux pourparlers de paix en Syrie et réunissant la troïka d'Astana (ru) (Iran, Russie, Turquie), le président turc Recep Tayyip Erdoğan annonce sa volonté de se joindre à l'initiative autour d'INSTEX, et de récréer une structure similaire bilatérale entre la Turquie et la République Islamique d'Iran.

## Limites
Au moment de l'annonce de sa création, ce mécanisme ne fait pas l'unanimité quant à sa capacité à encourager le commerce entre l'Union européenne et l'Iran. Tout d'abord, le périmètre limité aux biens alimentaires et aux médicaments serait trop restrictif pour avoir un impact sur l'économie iranienne qui souffre fortement depuis la réinstauration des sanctions américaines, avec notamment le rial qui a perdu 75 % de sa valeur en novembre 2018 par rapport au début de l'année 2018. Par ailleurs, ces denrées sont déjà exclues des embargos mis en place par les États-Unis. De plus l'absence du pétrole de ce mécanisme en limite fortement l'intérêt.
Par ailleurs, plusieurs obstacles restent à lever avant la mise en œuvre de ce mécanisme. Le groupe E3 exige notamment que Téhéran se conforme aux règles du GAFI concernant le blanchiment d'argent et le financement du terrorisme, permettant au pays d'être retiré de la liste noire de la Financial Action Task Force. La mise en conformité des lois iraniennes a conduit à un débat de politique intérieure en Iran, ses défenseurs arguant qu'elle pourrait permettre de faciliter les transactions bancaires vers des pays tiers, ses critiques affirmant qu'elle fournirait à l'étranger des informations financières critiques et qu'elle constituerait une première concession importante sans contrepartie dans les négociations en cours,. Derrière ce débat se pose aussi la question du financement (en) du Hezbollah par l'Iran.
Enfin, les modalités opérationnelles d'utilisation de mécanisme (réalisation des transactions, financement de la chambre de compensation…) restent encore largement à définir.